# The Night I Fell in Love
The Night I Fell in Love è il quarto album in studio del cantautore statunitense Luther Vandross, pubblicato nel 1985.

## Tracce
1. 'Til My Baby Comes Home – 5:31 (Luther Vandross, Marcus Miller)
2. The Night I Fell in Love – 6:06 (Vandross, Miller)
3. If Only for One Night – 4:15 (Brenda Russell)
4. Creepin' – 4:04 (Stevie Wonder)
5. It's Over Now – 6:09 (Vandross, Miller)
6. Wait for Love – 5:16 (Vandross, Nat Adderley Jr.)
7. My Sensitivity (Gets in the Way) – 4:10 (Vandross)
8. Other Side of the World – 5:58 (Vandross, Adderley)